# The Man in the High Castle (Fernsehserie)/Staffel 2
Die zweite Staffel der US-amerikanischen Fernsehserie The Man in the High Castle besteht aus zehn Episoden und wurde bislang ausschließlich per Video-on-Demand veröffentlicht. Prime Video stellte die Originalfassung am 16. Dezember 2016 zum Abruf bereit, die deutschsprachige Synchronfassung am 13. Januar 2017.

## Zusammenfassung
Juliana wird vom Widerstand verfolgt, nachdem sie Joe Blake zur Flucht verholfen hat. Sie ersucht im Nazi-Reich um Asyl und wird von Obergruppenführer Smith und seiner Frau Helen in Obhut genommen. Nach dem Tod von Adolf Hitler wird Reichsminister Martin Heusmann neuer Reichskanzler. Überall im Nazi-Reich und in den Pazifik-Staaten flammen Unruhen auf. Dies gipfelt in einen Bombenanschlag auf das Hauptquartier der Kempeitai, verübt von Julianas Freund Frank. Währenddessen geht Heusmann davon aus, dass die Japaner nicht im Besitz von Atomwaffen sind und bereitet einen atomaren Erstschlag vor. Handelsminister Tagomi befindet sich in einer Alternativwelt, in der die Alliierten den Zweiten Weltkrieg gewonnen haben. Er kehrt in seine ursprüngliche Welt zurück, bei sich hat er einen Film, der einen Atomwaffentest auf dem Bikini-Atoll zeigt. Über Chief Inspector Kido gelangt der Film zu Obergruppenführer Smith. Mit dem Wissen, dass Heusmann Teil der Verschwörer gegen Hitler war und dem Film als Beweis dafür, dass die Japaner auch über Atomwaffen verfügen, kann Smith den Dritten Weltkrieg abwenden. Juliana, die bei Smith in Ungnade gefallen war, gelingt es, den Mordversuchen des Widerstandes zu entkommen und trifft den Mann im Hohen Schloss wieder.

## Episoden
| Nr. (ges.) | Nr. (St.) | Deutscher Titel        | Originaltitel          | Regie           | Drehbuch                    | Länge  |
| --- | --------- | ---------------------- | ---------------------- | --------------- | --------------------------- | ------ |
| 11 | 1         | In der Höhle des Löwen | The Tiger’s Cave       | Daniel Percival | Frank Spotnitz              | 58 min |
| Joe wird auf dem Schiff, das ihn nach Mexiko bringen soll, als Nazi enttarnt. Um sich und den Film zu retten, bietet er über Obergruppenführer Smith eine große Summe Geld an, 200.000 Yen für jedes Besatzungsmitglied. Die Nazis töten die Besatzung jedoch mit einer unter dem Geld versteckten Zeitbombe. Joe bringt den Film zu Smith und teilt ihm mit, dass er nicht mehr für ihn arbeiten wird. Smith leitet den Film persönlich weiter nach Berlin zu Adolf Hitler. Juliana gerät in Konflikt mit dem Widerstand, weil sie Joe zur Flucht verholfen hat. Da sie den letzten Film gesehen hat, bringen Lemuel, Karen und Gary Connell, der Anführer der Widerstandszelle, sie zu Hawthorne Abendsen, dem "Mann im Hohen Schloss". Sie muss ihm detailliert über den Inhalt des Filmes berichten. Abendsen hat eine Bibliothek mit zahlreichen der merkwürdigen Filme. Er zeigt ihr das Bild eines Mannes, den Juliana zu kennen glaubt, an dessen Namen sie sich aber nicht erinnern kann. Auf der Rückfahrt geraten die Widerständler an einem Kontrollpunkt der Japaner in ein Feuergefecht. Gary Connell tötet zwei japanische Soldaten, Karen kommt ums Leben. Juliana gelingt die Flucht. Die Japaner sind nun, aufgrund des Verrats von Oberst Wegener, im Besitz der Baupläne für den „Heisenberg-Apparat“, wie sie die Atombombe nennen, und wollen sie gegen die Deutschen einsetzen. Frank will Ed helfen, ohne Rücksicht auf sich selbst, und gesteht Chief Inspector Kido, er habe auf den Kronprinzen geschossen. Doch diesem reicht Eds Geständnis aus. Frank wirft Julianas Stiefvater Arnold vor, die Familie ausspioniert zu haben und für Trudys Tod verantwortlich zu sein. Frank versucht über Childan an dessen Kunden Kasoura heranzukommen, weil er glaubt, dass dieser ihm als Anwalt bei der Verteidigung seines inhaftierten Freundes Ed helfen kann. Als Kasoura ablehnt, gesteht Frank die Fälschung des Schmucks, um dennoch irgendwie die Unterstützung des Japaners zu erhalten. |           |                        |                        |                 |                             |        |
| 12 | 2         | Auf der Flucht         | The Road Less Traveled | Colin Bucksey   | Rob Williams                | 51 min |
| Kasoura steht in Verbindung mit der Yakuza, zu denen Frank und Childan gebracht werden. Dort handeln die beiden einen Deal aus, bei dem sie den entstandenen Schaden durch den Verkauf weiterer Fälschungen ersetzen wollen. Im Gegenzug sorgt die Yakuza für die Freilassung von Ed. Chief Inspector Kido präsentiert der Öffentlichkeit an Eds Stelle die getötete Widerständlerin Karen als Attentäterin auf den Kronprinzen. Obergruppenführer Smith beordert Joe Blake nach Berlin, wo dieser seinen Vater treffen soll, den Reichsminister Martin Heusmann. Juliana gerät ins Visier der Kempeitai, weil diese ihr eine Beteiligung an der Schießerei zwischen Widerstand und japanischer Armee anlastet. Sie findet heraus, dass der Name des Mannes, an den sie sich nur ungenau erinnern konnte, George Dixon lautet, dass er der wahre Vater ihrer Schwester Trudy war und in New York leben soll. Sie bittet in der deutschen Botschaft in San Francisco um Asyl im Nazi-Reich. |           |                        |                        |                 |                             |        |
| 13 | 3         | Willkommen im Reich    | Travelers              | Daniel Sackheim | Erik Oleson                 | 60 min |
| Juliana erhält auf persönliche Anordnung von Obergruppenführer Smith Asyl im Nazi-Reich und bezieht ein Appartement in einem Wohnheim für alleinstehende Frauen. Smith verheimlicht Julianas Ankunft vor Joe und lässt ihn in dem Glauben, dass sie tot sei. Seine persönliche Situation spitzt sich zu, nachdem Dr. Adler ihm ein Ultimatum setzt: Entweder Smith tötet seinen unheilbar kranken Sohn Thomas mittels einer Giftspritze oder Dr. Adler meldet die Erkrankung den Behörden. Dies würde den sicheren Tod von Thomas bedeuten und hätte Konsequenzen für die Karriere von Smith. Nach einem Angelausflug mit Thomas trifft sich Smith mit Dr. Adler und tötet ihn mit der für Thomas vorgesehenen Giftspritze. Frank schließt sich der Widerstandsbewegung in den Pazifik-Staaten an und tötet bei einer Befreiungsaktion einen japanischen Soldaten. Dabei lernt er die japanisch-stämmige Widerstandskämpferin Sarah kennen. Joe trifft in Berlin auf seinen Vater. Er begegnet ihm mit Abneigung und wirft ihm vor, ihn und seine Mutter nach der Geburt im Stich gelassen zu haben. Bei einem Empfang lernt Joe die attraktive Nicole Becker kennen. Ein japanischer General zwingt Handelsminister Tagomi, den Transport des Urans mit zivilen Bussen anzuordnen, um nicht die Aufmerksamkeit der Deutschen zu erregen, obwohl dabei amerikanische Zivilisten verstrahlt werden könnten. Unversehens verschwindet der meditierende Tagomi aus seinem Arbeitszimmer. |           |                        |                        |                 |                             |        |
| 14 | 4         | Die Fliegerbombe       | Escalation             | David Petrarca  | Wesley Strick               | 53 min |
| Als Gast im Hause der Familie Smith lernt Juliana für den Einbürgerungstest, unterstützt von Smiths Sohn Thomas. Sie findet George Dixons Adresse heraus und hinterlässt ihm eine Nachricht. In den Pazifik-Staaten beobachtet Frank, wie japanische Soldaten mehrere Zivilisten hinrichten – als Vergeltung für die Schießerei am Kontrollpunkt. Voller Wut vernachlässigt er die Abmachung mit der Yakuza und schließt sich endgültig der Widerstandsbewegung an. Ed ist von ihm enttäuscht, lässt sich jedoch dazu überreden, gemeinsam einen Blindgänger anzubohren. Der gewonnene Sprengstoff soll gegen die Japanern eingesetzt werden. Die Aktion gelingt und Frank beginnt eine Affäre mit Sarah. Juliana wird vom New Yorker Widerstand erkannt, verfolgt und beschossen, doch es gelingt ihr zu entkommen. George Dixon nimmt Kontakt zu ihr auf. Obergruppenführer Smith gesteht seiner Frau Helen den Mord an Dr. Adler und erklärt, dass er damit das Leben von Thomas retten wollte. Handelsminister Tagomi wechselt per Meditation mehrfach in eine Alternativwelt und trifft dort auf seine Ehefrau. |           |                        |                        |                 |                             |        |
| 15 | 5         | Spionin wider Willen   | Duck and Cover         | John Fawcett    | Erik Oleson, Rick Cleveland | 58 min |
| Juliana trifft sich mit George Dixon. Er gehört dem Widerstand im Nazi-Reich an, schützt sie vor der Rache seiner Mitverschwörer und verlangt von ihr als Gegenleistung, dass sie sich über die Familie Smith Zugang zu den höchsten Nazi-Kreisen verschafft, um den Widerstand mit Informationen zu versorgen. In Berlin erfährt Joe von seinem Vater, dass er in einem Lebensborn-Heim geboren wurde, dass seine Mutter kurz nach der Geburt mit ihm nach Amerika geflohen ist und seitdem jeden Kontakt zu seinem Vater unterbunden hat. Joe beschließt, noch einige Tage in Berlin bei seinem Vater zu bleiben. In San Francisco wurde Ed im Zuge seiner Entlassung von der Kempeitai als Informant verpflichtet, allerdings soll er die Aktivitäten der Yakuza ausspionieren, nicht die des Widerstandes. Währenddessen brennt Abendsen sein Versteck nieder und flieht mit Hilfe von Lemuel an einen unbekannten Ort, wobei er nur eine Handvoll Filmrollen mitnimmt. Handelsminister Tagomi trifft in einer Alternativwelt, in der die Alliierten den Zweiten Weltkrieg gewonnen haben, auf seine Ehefrau und seinen Sohn. Juliana ist dort mit seinem Sohn verheiratet, mit dem sie ein gemeinsames Kind hat. |           |                        |                        |                 |                             |        |
| 16 | 6         | Kintsugi               | Kintsugi               | Paul Holahan    | Francesca Gardiner          | 55 min |
| Juliana wird von Helen Smith mit ihrer Bridge-Runde bekannt gemacht, einer Gruppe von Ehefrauen hochrangiger Nazi-Funktionäre. Dazu gehört auch Lucy, die Ehefrau des Informationsministers, mit der sich Juliana anfreundet und welche vergebens versucht, schwanger zu werden. Chief Inspector Kido erfährt, dass die Yakuza ebenfalls auf der Suche nach den Filmen ist, schon vor ihm am abgebrannten Versteck von Abendsen war und für die Nazis spioniert. Obergruppenführer Smith arrangiert die Teilnahme seines Sohnes an einer Südamerika-Expedition der Hitlerjugend. Auf dem Weg dorthin will Smith ihn untertauchen lassen, sodass er dem Euthanasie-Programm der Nazis entkommt und im Exil weiterleben kann. Joe erfährt von Nicole, dass auch sie ein Lebensborn-Kind ist. Gemeinsam besuchen sie eine Party von Nazi-Jugendlichen, Joe macht seine ersten Erfahrungen mit LSD und verbringt die Nacht mit Nicole. In der Alternativwelt kommen sich Tagomi und seine dortige Familie wieder näher. Sein Sohn bereitet mit seiner Frau und seinen Freunden eine Demonstration gegen die Atomwaffen vor. Gemeinsam verfolgen sie vor dem Fernseher die Ansprache von John F. Kennedy während der Kubakrise. |           |                        |                        |                 |                             |        |
| 17 | 7         | Das Attentat           | Land O’ Smiles         | Karyn Kusama    | Rob Williams                | 53 min |
| Ed und Childan gelingt es, eine gefälschte Antiquität an einen reichen Japaner zu verkaufen. Sie begeben sich zur Yakuza, um die erste Rate ihrer Schulden zu begleichen. Als sich Chief Inspector Kido ebenfalls ankündigt, werden die beiden in eine Kammer gesperrt. Kido und sein Assistent töten den Chef der Yakuza als Verräter, lassen aber Ed und Childan gehen, die damit nicht länger an den Deal mit der Yakuza gebunden sind. Frank und Sarah sollen mit Hilfe des Sprengstoffs ein Attentat auf eine Lagerhalle verüben, weil der Widerstand glaubt, dass es sich um ein Hauptquartier der japanischen Armee handelt. Als Frank bemerkt, dass die Japaner dort an einer Atombombe bauen, wird der Anschlag nicht ausgeführt. Auf der Beerdigung von Dr. Adler äußert dessen Witwe Zweifel am natürlichen Tod ihres Mannes und verlangt eine Autopsie. Juliana erkennt durch Zufall, wie krank Thomas ist, und verspricht Helen, das Geheimnis für sich zu behalten. Smith erhält die Nachricht, dass Hitler nach einem Kollaps im Sterben liegt. |           |                        |                        |                 |                             |        |
| 18 | 8         | Väter und Söhne        | Loose Lips             | Alex Zakrzewski | Rick Cleveland              | 60 min |
| Die Autopsie von Dr. Adler kann Obergruppenführer Smith nur durch eine angeblich versehentliche Einäscherung des Toten verhindern. Nachdem Adolf Hitler im Koma liegt, kommt Smith zu Juliana und zwingt sie, ihr vom Inhalt des letzten Filmes zu berichten. Juliana erfährt durch Lucy von Hitlers nahem Tod und dass die Nazis diese Information zurückhalten. Sie informiert George Dixon. Gemeinsam warnen sie ihren Stiefvater Arnold vor der befürchteten Atombombenexplosion, die sie im Film gesehen hatte, woraufhin Arnold endlich beschließt, mit seiner Frau San Francisco zu verlassen. Frank erfährt von Arnold, dass Juliana ihn nicht im Stich gelassen hat, beschließt aber mit dem Widerstand an den Anschlagsplänen festzuhalten. Obergruppenführer Smith vernimmt den inhaftierten Heydrich ein letztes Mal und erfährt mittels einer Täuschung von der Verschwörung hochrangiger Nazis, deren Kopf Heusmann ist. Ziel der Verschwörung ist die Zerstörung des japanischen Kaiserreichs durch einen atomaren Erstschlag. Heusmann glaubt, dass die Japaner nicht im Besitz von Atomwaffen sind. Nach dem Tod Hitlers tritt Reichsminister Heusmann die Nachfolge von Adolf Hitler als Reichskanzler an. Joe, den Heusmann eigentlich nach Amerika zurückschicken wollte, beschließt zu bleiben und ihn zu unterstützen. |           |                        |                        |                 |                             |        |
| 19 | 9         | Kriegserklärung        | Detonation             | Chris Long      | Wesley Strick               | 55 min |
| Der Widerstand entführt Lucy und zwingt Juliana, an der Erpressung ihres Ehemanns mitzuwirken. Dieser verbreitet deshalb die Nachricht vom Tod Hitlers im Fernsehen und wird dabei von den Nazis erschossen. Unmittelbar darauf kommt es zu Unruhen sowohl in den Pazifik-Staaten als auch im Nazi-Reich. In der Alternativwelt sieht Tagomi einen Film, auf dem der Test einer Atombombe auf dem Bikini-Atoll zu sehen ist, die die mehrfache Sprengkraft der Hiroshima-Bombe besitzt. Er kehrt mit dem Film in seine eigene Welt zurück, um dort den drohenden Atomkrieg zwischen Japanern und Deutschen zu verhindern. Thomas besucht Juliana in ihrem Appartement, um ihr von den Recherchen über seine unheilbare Erkrankung zu berichten. Beide wissen nicht, dass das Gespräch von den Nazis gefilmt wird. Währenddessen beschuldigt Heusmann in einer Fernsehansprache die Japaner, Adolf Hitler vergiftet zu haben. In San Francisco bereiten Ed und Childan ihre Flucht aus San Francisco vor. Frank verabschiedet sich und übergibt Ed seinen Anteil am Erlös der gefälschten Antiquitäten. Der Widerstand verübt einen Autobomben-Anschlag auf das Hauptquartier der Kempeitai, ausgeführt von Frank und Sarah. Beide kommen offenbar bei dem Anschlag ums Leben. Kurz vor dem Anschlag erreicht Handelsminister Tagomi den Ort des Geschehens, um seinen Film dem japanischen Generalstab zu zeigen. Er bleibt unverletzt, auch Chief Inspector Kido überlebt. |           |                        |                        |                 |                             |        |
| 20 | 10        | Primärziele            | Fallout                | Daniel Percival | Erik Oleson                 | 59 min |
| Heusmann bereitet mit seinem Stab den atomaren Erstschlag vor. Er glaubt, dass die Japaner nicht im Besitz von Atomwaffen sind. Joe und Nicole Becker gestehen sich ihre Zuneigung und schlafen miteinander. Nach dem Bombenanschlag ist Chief Inspector Kido der ranghöchste Offizier der Pazifik-Staaten. Nachdem Handelsminister Tagomi ihm den Film vom Atomtest zeigte, reist er nach New York, um Obergruppenführer Smith mit Hilfe des Filmes davon zu überzeugen, dass auch die Japaner über Atomwaffen verfügen. Der Widerstand vertraut Juliana nicht mehr. Als sie attackiert wird, kann sie die Angreifer töten und entkommt. Auf der Flucht trifft sie auf Dixon. Er will Smith kompromittieren, indem er die Aufnahme ihres Gesprächs mit Thomas veröffentlicht und dessen Erkrankung bekannt wird. Als Dixon sich weigert, Juliana die Aufnahme zu überreichen, tötet diese Dixon. Währenddessen steht Heusmann kurz davor, im Rahmen einer Ansprache in der Großen Halle den Angriff auf Japan zu befehlen. Obergruppenführer Smith erreicht Berlin mit dem Film von Tagomi und einer Akte mit dem Geständnis von Heydrich. Mit Hilfe von Joe gelingt es ihm, den Film dem Generalstab zu zeigen. Doch Heusmann hält trotz Joes Bedenken an den Kriegsplänen fest. Nachdem Heinrich Himmler durch Smith von der Verschwörung um Heydrich und Heusmann erfährt, lässt er Heusmann und Joe umgehend verhaften und informiert die in der Großen Halle Versammelten, dass nicht die Japaner für Hitlers Tod verantwortlich waren. Sein Sohn Thomas ist von den Verdiensten seines Vaters so beeindruckt, dass er sich freiwillig für die Euthanasie meldet. Juliana erreicht die Neutrale Zone, wo sie auf Hawthorne Abendsen und ihre totgeglaubte Schwester Trudy trifft. Später übergibt ein Mitglied des Widerstands an Handelsminister Tagomi ein Paket Julianas mit mehreren Filmrollen. |           |                        |                        |                 |                             |        |

## Kritiken
Deutsch:
- Klas Libuda: Als Hitler den Krieg gewann, in: RP online vom 17. Jan. 2017
- Christian Meier: Diese Serie zeigt Berlin 1962 nach einem Nazisieg, in: Die Welt vom 17. Dez. 2016
- Claudia Schwartz: Trumps Amerika hat seine erste negative Utopie, in: Neue Zürcher Zeitung vom 18. Jan. 2017

Englisch:
- Aaron Brady: Philip K. Dick’s Vision for Resisting Fascism in America, in: The New Yorker vom 17. Jan. 2017
- Sophie Gilbert: The Man in the High Castle: Fake News in Nazi America, in: The Atlantic vom 16. Dez. 2016
- Mark Lawson: The Man in the High Castle: how will Nazi drama fare in age of Trump?, in: The Guardian vom 16. Dez. 2016
- Melanie McFarland: "The Man in the High Castle" season 2: an alternate "then" only slightly removed from our "now", in: Salon.com vom 17. Dez. 2016
- Liz Shannon Miller: ‘The Man in the High Castle’ Season 2 Review: Amazon’s Normalized Nazi World Delves Deeper Into Dark Mythologies, in: IndieWire vom 7. Dez. 2016
- James Poniewozik: ‘The Man in the High Castle’: An Alternative America Hits Home, in: The New York Times vom 15. Dez. 2016